# Lophostoma evotis
Lophostoma evotis (Davis & Carter, 1978) è un pipistrello della famiglia dei Fillostomidi diffuso nell'America centrale.

## Descrizione

### Dimensioni
Pipistrello di medie dimensioni, con la lunghezza della testa e del corpo tra 49 e 70 mm, la lunghezza dell'avambraccio tra 47 e 54 mm, la lunghezza della coda tra 11 e 18 mm, la lunghezza del piede tra 13 e 16 mm, la lunghezza delle orecchie tra 31 e 35 mm e un peso fino a 23 g.

### Aspetto
La pelliccia è lunga e soffice. Le parti dorsali sono marroni scure, mentre le parti ventrali sono giallo-brunastre scure, mentre la gola è talvolta grigiastra. Il muso è privo di peli, la foglia nasale è lanceolata, con la porzione anteriore completamente fusa al labbro superiore. Sul mento è presente un solco mediano contornato da file di piccole verruche. Le orecchie sono grandi, arrotondate e unite anteriormente alla base da una membrana. Le membrane alari sono corte e larghe. La coda è corta ed inclusa completamente nell'ampio uropatagio. Il calcar è lungo.

## Biologia

### Comportamento
Si rifugia all'interno di termitai abbandonati su alberi a circa tre metri dal suolo in piccoli gruppi fino a 5 individui.

### Alimentazione
Si nutre di coleotteri e tettigoniidi catturati sotto la volta forestale.

## Distribuzione e habitat
Questa specie è diffusa negli stati messicani meridionali di Veracruz, Chiapas e Quintana Roo, nel Belize; Guatemala e Honduras settentrionali.
Vive nelle foreste mature e secondarie di pianura.

## Conservazione
La IUCN Red List, considerato il vasto areale e la presenza in diverse aree protette, classifica L.evotis come specie a rischio minimo (Least Concern)).